# 今村源兵
今村 源兵（いまむら げんぺい、1910年6月15日 - 1978年6月28日）は、東京市浅草区雷門（現：東京都台東区雷門）出身の俳優。本名は小野寺 幸男。旧芸名は今村 原兵、今村 原平、今村 源平。

## 人物
新東京歌劇団文芸部出身。
1944年に「今村原兵楽劇団」を創立。
帝国キネマ、新興キネマ、吉本興業、ムーランルージュ新宿座、衣笠プロ、東京俳優生活協同組合などに所属していた。
師は俳優の草間実。
1978年6月28日、脳出血ため死去。68歳没。

## 出演作品

### 映画
- 花嫁蚤と戯むる（1951年） - 髭紳士
- 三太と千代の山（1952年） - 三太の父
- 女ひとり大地を行く（1953年）
- 太陽のない街（1954年）
- 若い人たち（1954年） - 節子の父
- 坊ちゃんの逆襲（1956年） - 銀島親分
- 善太と三平物語 風の中の子供（1957年） - 校長先生
- 善太と三平物語 お化けの世界（1957年） - 校長先生
- 東海道 弥次喜多珍道中（1959年） - 山形屋藤蔵
- 海よ俺らの歌に泣け（1961年）
- 怪獣大奮戦 ダイゴロウ対ゴリアス（1972年） - 親父
- 吉四六よ天を駆けろ（1976年） - 定水和尚

### テレビドラマ
- あにき（床屋の客）
- ありちゃんのおかっぱ侍
- 江戸の旋風
  - 江戸の旋風
  - 江戸の旋風II
  - 江戸の旋風III
- 大江戸捜査網 第3シリーズ
- おじいちゃん子
- 鬼平犯科帳（八代目松本幸四郎版）(1969年 - 1970年、NET / 東宝）
  - 第12話「妖盗葵小僧」 ‐ 小沢孫兵衛
  - 第37話「おみね徳次郎」 ‐ 名草の嘉平
- 鬼平犯科帳（丹波哲郎版）
- 小野宮の人々
- おらんだ左近事件帖
- おんな浮世絵・紅之介参る!
- 怪談 第4話「雨の古沼」（1972年、MBS）- 和尚
- 風が燃えた
- 岸辺のアルバム 第15話（1977年） - 市民
- 剣客商売
- 賢夫人の計略
- 甲州遊侠伝 俺はども安
- 荒野の素浪人
  - 新・荒野の素浪人
- 荒野の用心棒 第31話「女怨み唄 地の果てに流れ…」（1973年、NET / 三船プロ） - 老人
- 五人の野武士
- 三匹の侍 第5シリーズ
- 七人の刑事 第2シーズン
- 白い影（上野幸吉）
- 新五捕物帳
- 人生の四季
- ゼロファイター
- 前略おふくろ様
  - 前略おふくろ様 第1シリーズ（僧侶）
  - 前略おふくろ様 第2シリーズ（僧侶）
- ダイヤル110番
- 丹下左膳（医師・竜庵）
- チエミのかわら版太平記
- 天下御免
- 特別機動捜査隊（高橋）
- どっこい大作（和尚）
- 泣いてたまるか
- 泣かせるあいつ
- なんたって18歳!
- 人間の証明
- 旗本退屈男
- 花くらべ（ホームの老人）
- 判決
- 晩秋譜
- ひまわりさん
- 二人の縁
- 冬物語
- 昔三九郎
- 無用ノ介（百姓老人）
- 夜の主役
- 歴史は眠る
- 若者たち

### 特撮
- コメットさん 第53話「怪物をやっつけろ!!」（1968年） - 紙芝居屋
- ウルトラシリーズ
  - 帰ってきたウルトラマン 第15話「怪獣少年の復讐」（1971年） - 小田切史郎の祖父
  - ウルトラマンA 第28話「さようなら夕子よ、月の妹よ」（1972年） - 温泉客
  - ウルトラマンタロウ 第28話「怪獣エレキング 満月に吼える!」（1973年） - 三兄弟の祖父
  - ウルトラマンレオ 第27話「強いぞ! 桃太郎!」（1974年） - 桃太郎の祖父
- 仮面ライダー 第47話「死を呼ぶ氷魔人トドギラー」（1972年） - 地主
- スペクトルマン 第55話「スペクトルマン暗殺指令!!」（1972年） - 始の祖父
- 超人バロム・1 第12話「魔人キノコルゲはうしろからくる!」（1972年） - 市村
- ミラーマン 第39話「怪奇大怪獣 - サンガーニ登場 -」（1972年） - 島民
- ザ・カゲスター 第30話「猛牛怪人のカゲスター毒殺作戦!」（1976年） - 五月しのぶの祖父
- ジャッカー電撃隊 第5話「3スナップ!! 裏切りのバラード」（1977年） - 小山純子の祖父（クライムボスの変装）
- 透明ドリちゃん 第14話「SF少年ジュン」（1978年） - 行者